# 中华人民共和国第十四届冬季运动会北欧两项比赛
中华人民共和国第十四届冬季运动会北欧两项比赛是十四冬的北欧两项比赛，比賽於2024年1月25日至28日在張家口市的國家冬季兩項中心舉行。

## 獎牌得主
| 項目                                | 金牌                                 | 金牌     | 银牌                             | 银牌     | 铜牌                               | 铜牌       |
| 男子個人標準台/ 10公里越野滑雪      | 赵嘉文 黑龙江省                      | 28:44.60 | 范海斌 黑龙江省                  | 30:23.80 | 刘壮 吉林省                        | 30:51.50   |
| 男子個人大跳台/ 10公里越野滑雪      | 赵嘉文 黑龙江省                      | 29:06.20 | 范海斌 黑龙江省                  | 29:09.70 | 赵子贺 黑龙江省                    | 29:12.80   |
| 男子團體大跳台/ 4×5公里越野滑雪接力 | 黑龍江省 王嘉磊 赵子贺 范海斌 赵嘉文 | 54:32.00 | 吉林省 刘壮 蔡万山 郭玉好 蔡万成 | 57:42.30 | 四川省 丁俊凯 单福利 王炳融 管培东 | 1:03:52.30 |

## 獎牌榜
| 排名 | 代表团   | 金牌 | 銀牌 | 銅牌 | 总数 |
| ---- | -------- | ---- | ---- | ---- | ---- |
| 1    | 黑龍江省 | 3    | 2    | 1    | 6    |
| 2    | 吉林省   | 0    | 1    | 1    | 2    |
| 3    | 四川省   | 0    | 0    | 1    | 1    |
| 合計 | 合計     | 3    | 3    | 3    | 9    |

## 資料來源
1. ↑  . 中华人民共和国第十四届冬季运动会信息发布系统.   [2024-01-25]. （原始内容存档于2024-02-04）.
2. ↑  . 中华人民共和国第十四届冬季运动会信息发布系统.   [2024-01-27]. （原始内容存档于2024-02-04）.
3. ↑  . 中华人民共和国第十四届冬季运动会信息发布系统.   [2024-01-28]. （原始内容存档于2024-02-04）.